# Dones en l'àmbit militar
La presència de dones en l'àmbit militar s'ha donat al llarg de la història de la humanitat.
La supremacia masculina ha estat associada a la guerra per estudis antropològics. Aquests consideren que el combat preindustrial requeria de combatents musculosos, cosa que és un factor anatòmic que afavoria als homes. Altrament, els antropòlegs contemporanis estan d'acord que l'anatomia no defineix la destinació de les persones. S'està d'acord que una conjunció de condicions culturals i naturals han fet que es seleccionaren unes especialitats determinades al sexe en moltes cultures perquè es donara aquesta supremacia masculina orientada a la guerra. Així i tot, també han existit sempre dones soldats.

## Història
Al llarg de la història, els papers seguits per les dones en l'àmbit militar ha sigut distint segons la cultura i l'època. Els exèrcits de tots els temps s'han caracteritzan per una majoria masculina. Els rols de les dones en la guerra ha sigut d'objectes sexuals, suport psicològic de les tropes, per a curar als soldats, cuineres o mitjanceres.
Els rols de gènere estaven tan definits socialment en el passat que era díficil concebre que hi haguera dones o nenes soldat. Sigmund Freud i els seguidors del seu pensament afirmaven que l'anatomia i el rol reproductiu definien les personalitats de manera fonamentalment diferent respecte als altres sexes.
La cultura clàssica grega vedà l'art de la guerra a les dones.
Diversos autors literaris (Friedrich von Schiller, Robert Musil i Ernst Jünger) i personatges històrics (Adolf Hitler) han considerat la guerra com un assumpte masculí.

### Guerra moderna
L'ús de nenes soldats en la guerra moderna ha sigut objecte d'investigació, malgrat que és difícil detectar-les perquè els estats i exèrcits es neguen a confessar que empleen nens i les nenes mateixes solen ocultar ser-ne. Les nenes soldat s'ha observat que solen ser més reclutades per exèrcits regulars que per governamentals.
S'ha trobat que entre 1990 i 2000 hi havia nenes soldat en 39 països. El 2001 se sabia que n'hi havia en deu exèrcits repartits en 49 països.
El 30% de les forces armades eren dones al voltant del 2006, sent la majoria nenes.